# SideFX
Ne doit pas être confondu avec Houdini (logiciel).
Pour plus de détails, voir Fiche technique et Distribution.
SideFX est un film d'horreur américain écrit et réalisé par Patrick Johnson, sorti en 2005.

## Fiche technique
- Titre original : SideFX / Side FX
- Réalisation : Patrick Johnson
- Scénario : Patrick Johnson
- Production : Patrick Johnson, Chad Breshears, Mandy Fason, Will Bunker
- Sociétés de production : Hold It Now Films
- Musique : Patrick Johnson, Frank B. McCright
- Pays d'origine :  États-Unis
- Langue originale : Anglais américain
- Genre : Horreur
- Lieux de tournage : Dallas, Texas, États-Unis
- Durée : 85 minutes
- Dates de sortie :
  -  États-Unis : 15 mars 2005

## Distribution
- Amanda Phillips : Tuesday
- Todd Swift : Matt
- Amber Heard : Shay
- Aaron Garrett : Rodney
- Phil Harrington : Larry
- Jamal Wimberly : Troy
- Sara Snyder : Kim
- Marta Cross : Monica (créditée comme Marta McGonagle)
- Eryn Brooke : Ashley
- Ryan Fraley : Andy
- Christie Courville : Erin (créditée comme Christie Noel)
- George Thomas Miller : Dr. Morrison
- Chad Allen Black : Carter Wilson / Kendall
- Cindy Heinz : Ann
- Tina Raley Bentley : Nurse (créditée comme Tina Bentley)
- Nikki Donley : Reporter
- Mandy Fason : Lucy
- Brian Goare : Police Detective (crédité comme Rock Justice)
- Patrick Johnson : Coronor / Soldier #1
- Jim Prindle : ER Doctor
- Doug Rice : Pizza Guy
- Frank B. McCright : D.J. (crédité comme Frank McWright)
- Lori Mayo : Cat Girl
- Patrick Dew : Monkey Boy / Waiter
- Bethany Dodson : Bloody Girl on Street
- Gina L. Pierce : Girl in Library #1
- Amber Peek : Girl in Library #2
- Jason Fisher : Bar Patron
- Leticia Gantt : Bar Patron / Party Person #2
- Pete Krogulski : Bartender
- Katherine Campos : Horse Rider #1
- Rob Campos : Horse Rider #2
- Mike Baker : Soldier #2 / Knight (crédité comme Michael J. Baker)
- Christian Sonnier : Soldier #3
- Jeanette Desser : Gypsy #1
- Eric Williams : Gypsy #2
- Tobin Bryans : Gypsy #3
- Danny Gantt : Cardinal (crédité comme Dan Gantt)
- Pamela Massi : Party Person #1
- Lisa Johnson : Halloween Reveler